# 奥克利 (犹他州)
奥克利（英文：Oakley），是美国犹他州萨米特县下属的一座城市。建市于 1868年，面积大约为6.89平方英里（17.8平方公里），海拔约为6,434英尺（1,961米）。根据2010年美国人口普查，该市有人口1,470人。